# USS Zumwalt (DDG-1000)
USS Zumwalt (DDG-1000) é um contratorpedeiro da Marinha dos Estados Unidos. É o navio principal da Classe Zumwalt e o primeiro a ser nomeado como o almirante Elmo Zumwalt. Seu atual comandante é o capitão James A. Kirk.  O destróier custou US$ 4,4 bilhoes de dólares e é atualmente um dos mais poderosos navios de guerra do mundo.
Os navios da classe Zumwalt são projetados para portar dois canhões de alta energia capazes de disparar projéteis do tipo LRLAP, Long Range Land Attack Projectiles, (ou Projéteis de Ataque Terrestre de Longa Distância), com alcance de mais de 100km. O grande empecilho para esse tipo de armamento, porém, é o alto custo por disparo, na casa dos 800mil dólares, o que tem levado a incertezas não só quanto ao uso deste tipo de armamento, mas quanto ao próprio futuro desta classe de embarcação.